# سیارک ۲۱۴۵
سیارک ۲۱۴۵ (به انگلیسی: 2145 Blaauw، نامگذاری:1976UF) دو هزار و صد و چهل و پنجمین سیارک کشف شده‌است که در ۲۴ اکتبر ۱۹۷۶ کشف شد.
قدر مطلق سیارک برابر ۱۰٫۶۰ است.